# Númenor
Númenor o Númenórë, que significa ‘tierra del oeste’ en la lengua quenya, es un reino ficticio del legendarium del escritor británico J. R. R. Tolkien. Es una isla sacada de lo profundo del Gran Mar Belegaer, situada entre la Tierra Media y las Tierras Imperecederas, más cerca de Valinor que de la Tierra Media. Los Valar se la dieron a los Edain en la Segunda Edad, como recompensa por su ayuda durante las Guerras de Beleriand. Sin embargo, muchos de los habitantes dejaron de adorar a Eru Ilúvatar por la influencia de Sauron sobre el rey Ar‑Pharazôn, y finalmente se rebelaron contra los Valar, lo que provocó la destrucción de la isla y la muerte de la mayoría de su población. Númenor también fue conocida por otros nombres: Anadûnë, Andor y Elenna.

## Historia

### Creación de la isla
La isla de Númenor se levantó del mar como un regalo de los Valar a los Edain, que habían luchado con los elfos de Beleriand contra Morgoth en las Batallas de Beleriand durante la Primera Edad. A principios de la Segunda Edad, la mayor parte de los Edain que habían sobrevivido abandonaron la Tierra Media y viajaron a la isla, navegando en barcos provistos y dirigidos por los elfos. La migración tomó cincuenta años y trajo de cinco mil a diez mil hombres, mujeres y niños.
El reino se estableció oficialmente en el año 32 S. E., y Elros, hijo de Eärendil, y hermano de Elrond y descendiente de todas las casas reales de los Eldar y Edain, se convirtió en el primer rey de Númenor. Bajo su gobierno, y el de sus descendientes, los númenóreanos se convirtieron en un pueblo poderoso.
Durante mucho tiempo, Númenor mantuvo amistad con los Elfos, tanto de Tol Eressëa como de la Tierra Media. Los elfos de Tol Eressëa trajeron más regalos para la isla, incluyendo habilidades y plantas maravillosas. Entre estos regalos se encontraban siete Palantiri, maravillosas bolas de cristal videntes, que solo fueron entregadas a los Señores de Andúnië. Miles de años después, estos artefactos jugaron un papel clave en la historia de El Señor de los Anillos.

### Reyes del mar
Desde los tiempos más tempranos de su historia, los peces del mar eran una parte importante de la dieta númenóreana; quienes proporcionaron este alimento fueron los primeros navegantes de Númenor. Los númenóreanos desarrollaron rápidamente grandes habilidades en la construcción de barcos, y también se convirtieron en marineros expertos, con el deseo de explorar y dominar el océano con sus grandes barcos de vela. Había una limitación en esta actividad, la prohibición de los Valar. Cuando la isla de Númenor había sido otorgada a los Edain, estaba estrictamente prohibido navegar hacia Valinor. Esto se debió a que Valinor se encontraba prohibida para los mortales. Así que los númenóreanos comenzaron a explorar los mares al norte, al este y al sur. 
En el año 600 S. E. llegaron a la Tierra Media, y comenzaron a explorar todas sus costas; finalmente, incluso llegaron al Mar del Este en el extremo opuesto de la Tierra Media. Los númenóreanos trajeron los regalos de su civilización superior a los Hombres de la Tierra Media, quienes se refirieron a los númenóreanos como los Reyes del Mar. Las noticias de los númenóreanos se extienden hacia el interior en la Tierra Media; incluso los Ents oyeron hablar de la llegada de Los Grandes Barcos, y lo consideraron como un evento importante en la propia historia de la Tierra Media.
En el año 725 S. E., los númenóreanos habían establecido buenas relaciones con Gil-galad en Lindon, el Rey Supremo de los Noldor en la Tierra Media. El reino de Lindon estaba ubicado en el noroeste de la Tierra Media, y su propia base marítima era los Puertos Grises.
En el año 750 S. E., Aldarion fundó el prestigioso Gremio de los Aventureros, cuyos miembros fueron llamados Uinendili. Esto marcó el ascenso de la clase marinera de Númenor, aunque la historia de Aldarion y Erendis muestra que no todos los númenóreanos eran aficionados al mar.
Aldarion ascendió al Cetro de Númenor en el año 883 S. E. y se le llegó a conocer como el Rey Marinero. Estableció Vinyalondë (más tarde llamado Lond Daer), el primer asentamiento númenóreano en la Tierra Media. Este puerto proporcionó acceso a los grandes bosques de Eriador, que los númenóreanos necesitaban para la construcción de barcos: los suministros de madera en Númenor en sí mismos se habían vuelto insuficientes.
Entre el año 1693 S. E. y 1701 S. E., los númenóreanos asistieron a Gil-galad en la Guerra de Eregion, que se desató después de forjar los Anillos del Poder, en particular el Anillo Único. Tar-Minastir, el undécimo rey de Númenor, reunió una armada y la envió a la ayuda de Gil-galad. Las fuerzas de Númenor no tenían rival en la guerra, y junto con los elfos, pudieron derrotar temporalmente a Sauron, el Señor Oscuro con base en Mordor.

### Oscuridad de los reyes de Númenor
El poder creciente de los númenóreanos tenía un lado cada vez más oscuro. Incluso antes de la época de Tar-Minastir, las operaciones forestales que Aldarion había realizado habían seguido expandiéndose y habían devastado grandes regiones arbóreas de Eriador.
Los númenóreanos también establecieron otros asentamientos en la Tierra Media, además de Lond Daer, y pronto llegaron a gobernar un gran imperio costero que no tenía rival. Al principio se habían comprometido con los Hombres de la Tierra Media de manera amistosa, pero en los reinados de los sucesores inmediatos de Tar-Minastir, Tar-Ciryatan (1869‑2029 S. E.) y Tar-Atanamir «el Grande» (2029‑2221 S. E.), se volvieron cada vez más tiránicos, oprimiendo a los Hombres de la Tierra Media y exigiendo un gran tributo.
En el año 2280 S. E., los númenóreanos convirtieron a Umbar, la ciudad portuaria en el sur de la Tierra Media, en una gran fortaleza. En el año 2350 S. E., también expandieron enormemente la ciudad de Pelargir, cerca del delta del Anduin.
Con el tiempo, crecieron los celos en un número cada vez mayor de númenóreanos en contra de los elfos por su inmortalidad, y comenzó a resentirse con la Prohibición de los Valar, además rebelarse contra su autoridad, buscando vida eterna. Aquellos de esta persuasión fueron los Hombres del Rey, mientras que aquellos que permanecieron leales a los Valar y amigos de los elfos fueron los Fieles. En el reinado de Tar-Ancalimon (2221‑2386 S. E.), los Hombres del Rey se convirtieron en una mayoría dominante, y los Fieles en una minoría cada vez más perseguida.

### Caída de Númenor
En el año 3255 S. E., Ar-Pharazôn, el monarca número 25 de Númenor, navegó a la Tierra Media para desafiar a Sauron, a quien los númenóreanos conocían como Zigûr, había afirmado ser el rey de los Hombres y el señor de la Tierra Media. Ar-Pharazôn atracó en Umbar, pero Sauron al ver el poder de Númenor, se rindió sin luchar.
Sauron fue llevado a Númenor como prisionero, pero pronto sedujo al rey y muchos otros númenóreanos prometiéndoles la vida eterna si adoraban a Melkor. Con Sauron como su asesor, Ar-Pharazôn tenía un templo de quinientos pies (ciento cincuenta metros) de altura erigido en Armenelos, la capital. En este templo se hacía adoración a los Valar en la antigüedad, pero bajo la persuasión de Sauron, se ofrecieron sacrificios humanos a Melkor (los seleccionados para ser sacrificados eran parte de los Fieles).
Durante este tiempo, el Árbol Blanco de Númenor, Nimloth, que estaba frente a la Casa del Rey en Armenelos y cuyo destino se decía que estaba atado a la línea de los reyes, fue cortado y quemado como un sacrificio a Melkor bajo el mandato de Sauron. Isildur, heroicamente y con gran riesgo personal, rescató un fruto del árbol que se convirtió en el Árbol Blanco de Gondor en el futuro, preservando la antigua línea de árboles.
Ar-Pharazôn, bajo el consejo de Sauron, construyó una gran armada y zarpó hacia el Oeste para hacer la guerra a los Valar, con la intención de apoderarse de Valinor, y así lograr la inmortalidad. Sauron se quedó en Númenor. Esta fuerza fue citada por Tolkien como la «mayor fuerza jamás reunida en Arda». 
En el año 3319 S. E., Ar-Pharazôn atracó en las orillas de Aman. Como los Valar tenían prohibido actuar directamente contra los Hombres, Manwë, rey de los Valar, invocó a Eru Ilúvatar para que interviniera. La intervención directa de Eru dio como resultado un cataclismo de grandes magnitudes donde la tierra se abrió en dos, tragándose a todos los hombres y la flota que habían desembarcado en Aman. En cambio Númenor, se hundió bajo el océano. Toda la población de la isla, con una notable excepción, se ahogó. Muchos númenóreanos estaban en la isla, pero la mayoría de ellos estaban con Ar-Pharazôn y su armada, y también se encontraron con su destino en el Cambio del Mundo: la Tierra hasta entonces plana se transformó en un globo terráqueo, y las Tierras Inmmortales se ocultaron de Arda para siempre.

### Consecuencias
Sauron, también quedó atrapado en el cataclismo que había ayudado a lograr. Fue el único ser que sobrevivió directamente a la inmersión de Númenor, pero su cuerpo pereció y, por lo tanto, su capacidad de transformarse en otras figuras le fue arrebatado. Esta fue la segunda humillación para Sauron en relación con los númenóreanos. Sauron huyó de regreso a la Tierra Media como un «espíritu de odio sobre un viento oscuro», y regresó a Mordor.
Algunos númenóreanos también sobrevivieron, habiendo dejado la isla antes de su cataclismo. Elendil, un líder de los Fieles, había previsto el desastre que iba a ocurrir en Númenor, zarpando con sus hijos y sus seguidores en nueve barcos. Desembarcaron en la Tierra Media y fundaron los dos Reinos en el Exilio: Arnor, en el norte, y Gondor, cerca de Mordor, donde Sauron estaba preparando el escenario para una lucha que duró miles de años. Los dos reinos intentaron emular y venerar los aspectos positivos de la cultura númenóreana. Gondor en particular floreció, y «por un tiempo su esplendor creció, recordando algo del poder de Númenor». Gondor defendió durante mucho tiempo el oeste contra la amenaza de Sauron, pero las semillas de la destrucción final de Sauron estaban en Arnor. Sin embargo, a pesar de los grandes logros de los dos reinos, nunca superaron la gloria de lo que Númenor fue.
De los Hombres del Rey, que servían a Sauron, lograron salvarse algunos. Desembarcaron en Umbar, poblando con el tiempo las regiones del este de la Tierra Media. Los Hombres del Rey fueron conocidos como los Númenóreanos negros y su estirpe sirvió al mal muchos siglos después, hasta los acontecimientos ocurridos en El Señor de los Anillos.

## Gobierno
Los máximos gobernantes de Númenor siempre fueron los reyes. Elros fue el primero de ellos y gobernó durante 410 años hasta su muerte, pero a partir de su hijo Vardamir, los Reyes Númenóreanos adoptaron la costumbre de ceder el cetro a su heredero antes de morir, y así se mantuvo hasta los días de Tar-Atanamir.
Los reyes tomaban sus títulos en la lengua quenya. Sin embargo, Ar-Adûnakhôr adoptó su título en adûnaico, la lengua númenóreana, lo que causó un mayor distanciamiento entre la realeza y los Fieles. Años después, Tar-Palantir volvería a adoptar su título en quenya, molesto por lo que habían hecho los otros reyes, aunque Ar-Pharazôn de nuevo volvió al adûnaico.
El cetro era la principal señal de la realeza en Númenor. En un principio pasaba al mayor de los hijos varones, pero Tar-Aldarion solo tuvo una hija y entonces promulgó una ley por la que el cetro pasaría siempre al vástago mayor, sin distinción de sexo. Así, en el año 1075 S. E., Tar-Aldarion cedió el cetro a su hija Ancalimë y se convirtió en la primera Reina. El cetro no pudo ser salvado en el Desastre de Númenor y se hundió con el resto de la isla. 
Había una serie de objetos y tesoros que pasaron en herencia por los Reyes de Númenor: Aranrúth, la espada que usaba el rey, que antes era la del Rey Thingol de Doriath, y que Elwing le dio a su hijo Elros; el Anillo de Barahir, que fue el único que sobrevivió a la Caída de Númenor, porque Tar-Elendil se lo dio a su hija Silmariën y así fue preservado por los Señores de Andúnië; Las siete Palantiri, las piedras videntes creadas por Fëanor y entregadas a los númenóreanos como regalo por los elfos de Tol Eressëa; Dramborleg, la gran hacha de Tuor; y el arco de Bregor.

## Geografía

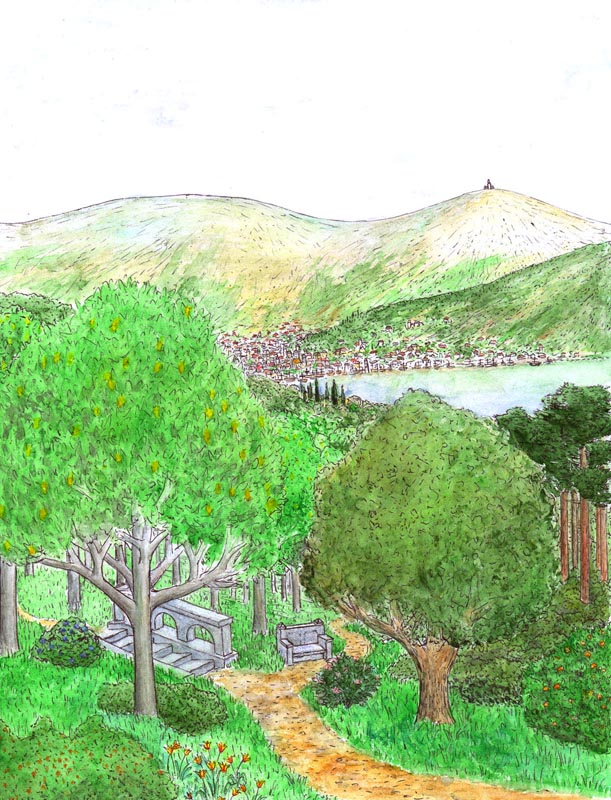
Nisimaldar, al oeste de Númenor

La forma de la isla de Númenor se parecía a una estrella de cinco puntas. La parte central, llamada Mittalmar, ocupaba poco más de 400 km a lo largo y a lo ancho. A partir de ella se extendían cinco penínsulas que formaban cinco regiones distintas: Forostar, Andustar, Hyarnustar, Hyarrostar y Orrostar. La mayor parte de la isla estaba bordeada de acantilados y exceptuando el sur, pocas zonas más tenían costas.
- Mittalmar: esta región tenía escasas elevaciones y en ella había extensas praderas con poca superficie arbórea, lo que la convertía en la principal región de pastoreo de la isla, sobre todo la parte suroeste llamada Emerië. La parte este de Mittalmar se llamaba Arandor, que significa «tierra del rey» en quenya. En ella se encontraban el Meneltarma, la ciudad de Armenelos y el puerto de Rómenna. El río Nunduinë («río del oeste») nacía en esta región y en su curso bañaba las aguas del lago Nísinen («agua fragrante»).

- Forostar: era la región septentrional de la isla. Era pedregosa y la menos fértil. Hacia el cabo del Norte se elevaban las montañas de Sorontil («pico de águila») que creaban grandes acantilados donde muchas águilas anidaban.

- Andustar: era la región situada al oeste. El norte era montañoso, mientras que en el sur había grandes bosques. Al oeste había tres bahías, y la que estaba más al norte se llamaba bahía de Andúnië porque allí se encontraba el puerto de Andúnië. Entre Andustar y Hyarnustar estaba la bahía de Eldanna, en la que desembocaba el río Nunduinë, en el puerto de Eldalondë («puerto de los elfos»). En sus alrededores crecían los nísimaldar, los árboles traídos de Aman por los elfos.

- Hyarnustar: era la región sur occidental, montañosa en el suroeste y cálida en el este. El río Siril servía de frontera entre las regiones de Hyarnustar y Hyarrostar y desembocaba en el mar entre marjales cubiertos de juncos, en cuyos lados había amplias playas donde vivían casi todos los pescadores.

- Hyarrostar: era la región sur. En ella crecían muchas especies de árboles y había grandes plantaciones del árbol laurinquë («lleno de oro»), porque su madera era muy útil para hacer barcos. El puerto de Nindamos era el pueblo principal de la región.

- Orrostar: era la región oriental, la menos cálida, pues las montañas del extremo de la península la protegían de los fríos vientos del nordeste.

## Flora y fauna
Se afirma que la vida vegetal y animal en Númenor había sido abundante y diversa, y que muchas especies son exclusivas de diferentes regiones. Además, la isla contenía muchas formas de vida que no se podían encontrar en la Tierra Media, muchas de ellas traídas por los Valar o los elfos de Aman. El más famoso de estos fue el Árbol Blanco, Nimloth, que creció en la Corte del Rey en Armenelos. Muchos otros árboles únicos en las regiones del sur, entre los cuales Tolkien registró fueron oiolairë, lairelossë, nessamelda, vardarianna, taniquelassë, yavannamirë, laurinquë, lissuin y los renombrados mallorn. Los árboles Mallorn fueron introducidos por númenóreanos a la Tierra Media, junto con la hierba de la pipa y la hierba curativa athelas.
El tipo más numeroso de animales en Númenor (en comparación con otras tierras) eran las aves marinas. Las formas de vida eran abundantes en los mares circundantes y, de hecho, el pescado era la principal fuente de alimento para los habitantes humanos de la isla. De especies animales únicas solo se registran los kirinki. Las grandes águilas, presentes en muchas partes del legendarium de Tolkien, también residían en Númenor.

## Cultura

### Nombres de losnúmenóreanos
Los habitantes de Númenor son usualmente llamados númenóreanos u Hombres del Oeste. El último nombre se traduce en sindarin como Dúnedain, pero este término se aplicó más habitualmente a ciertos descendientes númenóreanos en la Tierra Media en la Tercera Edad.
En la Tierra Media, los númenóreanos tuvieron otros nombres. Se refirieron a ellos como los Reyes del Mar, y en una forma similar, Elrond los recordó como los reyes de los hombres.

### Ascendencia, aspecto, características, lenguajes y demografía
Los númenóreanos descendían de los Edain, una conocida población de Hombres que vivían en Beleriand, una región del noroeste de la Tierra Media en la Primera Edad. Los Edain consistían en tres clanes: la casa de Hador, la casa de Bëor y la casa de Haleth.
La mayoría de los númenóreanos descendientes de la casa de Hador, eran rubios y de ojos azules. Los colonos de las regiones occidentales, especialmente Andustar, provenían en su mayoría de la casa de Bëor, lo que provocó que su cabello fuera más oscuro y sus ojos grises. También se registra que algunos remanentes de la casa de Haleth habían viajado a Númenor y que estaban acompañados por unas pocas familias de los Drúedain. Los drúedain, que eran hombres de una etnia diferente, al principio aumentaron en número, pero con el tiempo volvieron a la Tierra Media.
Los númenóreanos en promedio eran muy altos, más altos que los hombres comunes de la Tierra Media, y al final de la segunda edad, cuando su altura estaba en su punto más bajo, llegaban a medir en promedio 1.93 metros. Elendil fue el más alto de los Hombres que escaparon de la Caída, llegando a medir los 2.41 metros.
Christopher Tolkien notó que su padre desarrolló su pensamiento sobre la longevidad de los númenóreanos: originalmente sugirió que los númenóreanos que no eran de la Línea de Elros vivieran durante doscientos años, o tres veces la vida de los hombres normales, junto con la familia real que viviría cuatrocientos años. Sin embargo, en escritos posteriores, se cambió a una diferencia más pequeña, entre la sangre real y el pueblo, con los númenóreanos viviendo «cinco veces» la vida de los hombres normales o alrededor de trescientos o trescientos cincuenta años. Los hombres de la Casa de Elros estaban consistentemente entre los cuatrocientos años, aunque esto disminuyó más tarde debido a su rebelión. Esta vida útil más larga resultó en una edad adulta mayor: veinticinco años.
Como resultado de esta composición, el lenguaje común de los númenóreanos, el Adûnaico, derivó principalmente del Taliska de los hadorianos. De acuerdo con algunos de los escritos de Tolkien, los descendientes de la Casa de Bëor hablaron una forma acentuada de Adûnaico, mientras que en otros se dice que habían dejado su propia lengua antes de venir a la isla y usar la lengua de los Elfos Grises, el Sindarin como uso cotidiano en Númenor. Sin embargo, todos los textos coinciden en que el sindarin era conocido por la mayoría de los númenóreanos, y fue ampliamente utilizado en familias nobles; también conocieron al Quenya de los Altos Elfos, empleándolo en documentos oficiales, obras de historia y nomenclatura. La situación cambió cuando se rompió la amistad con los Elfos. El uso de sindarin y quenya disminuyó gradualmente, hasta que por fin el rey Ar-Adûnakhôr tuvo prohibido enseñarlas, y el conocimiento de las lenguas élficas solo fue preservado por los Fieles.
Tolkien incluso describió las características demográficas de los númenóreanos como típicas de una sociedad avanzada; «su número aumentó lentamente en la tierra, ya que se casaron tarde y sus hijos eran pocos».

## Política
En la historia de Númenor, surgieron varias bases de poder y facciones políticas.

### Monarquía
El reino de Númenor era una monarquía absoluta, aunque existía un consejo asesor. Además de presidir la administración militar y civil, los monarcas también dirigieron los principales rituales religiosos de Númenor, como las Tres Oraciones.
El principal símbolo de la realeza númenóreana fue el Cetro. No era raro que los monarcas voluntariamente abdicaran al entregar el Cetro, especialmente en la dinastía anterior.
La Corte de los Reyes estaba ubicada en la ciudad capital, Armenelos. Ahí también estaba la residencia real, la Casa del Rey. Los reyes y reinas de Númenor fueron enterrados a unas veinte millas de la ciudad, en el Valle de las Tumbas, al pie de la gran montaña Meneltarma. El heredero aparente se titulaba el heredero del rey. Inicialmente, este era el hijo mayor del rey, pero el sexto rey, Tar-Aldarion, cambió la ley de sucesión para que el hijo mayor independientemente del género se convirtiera en rey. Su hija se convirtió así en la primera reina gobernante.
Durante la mayor parte de la historia de Númenor, sus monarcas llevaban el título «Tar-» antes de sus nombres (por ejemplo, Tar-Telperien), que significa literalmente ‘alto’. Sin embargo, el vigésimo monarca renunció a la lengua quenya en favor de adûnaico, en el que el prefijo equivalente es «Ar-»; así sostuvo el Cetro como Ar-Adûnakhôr. Esta política fue seguida por la mayoría de sus sucesores.

### Consejo del Cetro
El Consejo del Cetro era una institución en Númenor comparable a un consejo privado. Podría ser influyente, pero no tenía poderes conferidos, y en el mejor de los casos solo podía asesorar al monarca, que tenía la última palabra. El Consejo incluyó al Heredero del Rey y miembros de las regiones de Númenor, incluidos los Señores de Andúnië.

### Señores de Andúnië
Los gobernantes de una casa noble de Númenor, los Señores de Andúnië, fueron nombrados por su hogar ancestral y feudo de Andúnië. Eran miembros del Consejo del Cetro, y más tarde se convirtieron en líderes de los Fieles.
El Señor de Andúnië descendió de Silmariën, hija y hija mayor de Tar-Elendil, el cuarto rey de Númenor. Las leyes de Númenor en ese momento no permitirían que las mujeres ascendieran al trono, y ella se casó con Elatan de Andúnië y estableció su residencia allí. Su hijo Valandil sería nombrado el primer señor de Andúnië.
A lo largo de la Segunda Edad, los Señores de Andúnië se convirtieron en líderes de los Elendili, o los Fieles, que permanecieron fieles a los Valar. Su importancia continua se refleja en la propiedad de los señores de algunas de las reliquias más preciosas de Númenor: la espada Narsil, el Anillo de Barahir y las Palantiri. Esto fue a pesar de la oposición y, finalmente, la persecución por parte de los Hombres del Rey. Los nombres de la mayoría de los Señores de Andúnië no se conocen, aunque Eärendur se menciona en un punto.
Al final de la Segunda Edad, el alejamiento de Númenor de los Elfos y los Valar bajo la guía malvada de Sauron corrompió a la sociedad númenóreana. Al buscar el perdón de los Valar por la maldad de los númenóreanos, Amandil el Fiel (hijo de Númendil), el último Señor de Andúnië, navegó hacia el oeste, pero nunca más se supo de él. Su hijo y heredero, Elendil, no se unió a la gran armada de Ar-Pharazôn para atacar a Valinor, sino que huyó con sus propios hijos Isildur y Anárion y muchos de los Fieles (Elendili) en nueve barcos a la Tierra Media. Con ellos tomaron las reliquias de los Señores de Andúnië.
En la Tierra Media, en la Tercera Edad y en la Cuarta Edad, los Reyes de Arnor y los Reyes de Gondor, incluido Aragorn II, descendían directamente de Isildur y Anárion, y por lo tanto de los Señores de Andúnië. Los reyes de Arnor heredaron la vara de plata del Señor de Andúnië; esta vara recibió el nuevo nombre de Cetro de Annúminas, y fue el símbolo principal de la realeza de Arnor.
Según antiguas tradiciones, los Príncipes de Dol Amroth descendían de una familia de Fieles de Númenor que había gobernado la tierra de Belfalas desde la Segunda Edad. Esta familia de númenóreanos era similar a los Señores de Andúnië, y por lo tanto estaba relacionada con Elendil y descendía de la Casa de Elros.

### Uinendili
Los Uinendili era una asociación prestigiosa e influyente de marineros expertos. El gremio fue fundado en el año 750 S. E. por Aldarion en honor a Uinen, la diosa del mar. La casa del gremio de los Uinendili fue ubicada a bordo del barco de Aldarion llamado Eambar. El dibujo hecho por Tolkien del casco karma usado por los capitanes de los Uinendili se encuentra en la portada de los Cuentos Inconclusos de Númenor y la Tierra Media. El libro incluye cuentos de los Uinendili, y Aldarion en particular. En S.A. 850, las celebraciones por el centenario de Uinendili fueron organizadas en Andúnië por el primo de Aldarion, Valandil, el primer Señor de Andúnië.

### Elendili
También llamados los amigos de los Elfos, los Elendili eran una facción de númenóreanos que abogaban por la amistad continua con los Elfos y el uso de las lenguas élficas. También fueron llamados los Fieles por su continua devoción y obediencia a los Valar. Los Señores de Andúnië, quienes más tarde fundaron los reinos de Arnor y Gondor en la Tierra Media, fueron generalmente los líderes de los Elendili.
Para el tercer milenio de la Segunda Edad, los númenóreanos se habían dividido entre los Elendili y los Hombres del Rey, una facción que se esforzaba por hacer valer la supremacía de los númenóreanos sobre otros pueblos y sobreponerse a la mortalidad de los Hombres. Con Númenor alcanzando la cima de su poder, los Hombres del Rey finalmente defendieron el desafío abierto de los Valar. Esto finalmente precipitaría la caída de Númenor. Sin embargo, los Elendili no solo conservaron su antigua amistad con los Elfos, sino que también consideraron la creciente arrogancia de los Hombres del Rey como una blasfemia.
Pero los Hombres del Rey se hicieron más poderosos y Númenor con ellos. Hacia el final de la Segunda Edad, los Hombres del Rey habían comenzado a perseguir a los Elendili como rebeldes y espías de los Valar. Al temer su influencia desde el principio, los Hombres del Rey aseguraron la deportación de los Fieles de sus fortalezas en las regiones occidentales, especialmente alrededor de la ciudad portuaria occidental de Andúnië, y se trasladaron a la ciudad portuaria oriental de Rómenna. Allí muchos partieron a las Tierras Antiguas y fundaron asentamientos que luego se convertirían en parte de los Reinos fieles de Gondor y Arnor. Muchos otros permanecerían hasta la caída de Númenor.
Los Elendili disfrutaron de un breve respiro cuando el amigo elfo Tar-Palantir asumió el reinado y comenzó a devolver a Númenor a los caminos de los Fieles. Pero después de la muerte de Tar-Palantir, su sobrino Ar-Pharazôn usurpó el trono y los Elendili fueron oprimidos más vigorosamente, esta vez con la ayuda del Señor Oscuro Sauron, quien había establecido un culto malvado en la isla para corromper y finalmente destruir la sociedad númenóreana. La lengua de los Eldar estaba prohibida. Cuando Sauron corrompió a Ar-Pharazôn, el último rey de Númenor, algunos Elendili fueron asesinados y quemados como sacrificios a Melkor. También quemaron a Nimloth, el Árbol Blanco del Rey que fue el antepasado del Árbol Blanco de Gondor, y el árbol por el cual se predijo que estaría ligado al destino de los Reyes. Isildur, hijo de Elendil y uno de los Elendili, obtuvo peligrosamente un vástago de Nimloth y, por lo tanto, limitó el destino del árbol al destino de los herederos de Elendil.
Mientras Ar-Pharazôn llevó a su gran armada a Aman para desafiar la Prohibición de los Valar, Elendil fue advertido por su padre Amandil, el Señor de Andúnië, que no interfiriera en la guerra que se avecinaba, sino que se preparara para una salida rápida de la isla. Amandil luego se dirigió a Aman para pedir perdón a los Valar, pero nunca más se supo de él. Elendil y sus hijos, Isildur y Anárion, prestaron atención al consejo de Amandil y prepararon nueve barcos cargados de mercancías y sus seguidores, los Elendili. Así se salvaron de la caída de Númenor cuando, como castigo por un intento de desafiar la Prohibición de los Valar, Ilúvatar hundió la isla en el océano.
Los Elendili, bajo el liderazgo de Elendil y sus hijos, fueron llevados a la Tierra Media por grandes vientos y grandes olas, evitándolos del cataclismo. Esto implicaba que los Valar simpatizaban con las súplicas de Amandil, o que el propio Ilúvatar los salvó, sabiendo que los Elendili siempre habían permanecido fieles. Los refugiados Elendili establecieron los reinos dúnadan de Arnor y Gondor en el noroeste de la Tierra Media.

## Habilidades
Los ancestros de los númenóreanos se habían convertido en la cultura mortal más avanzada. Después de su asentamiento en la isla, el conocimiento y las habilidades de los númenóreanos se desarrollaron aún más a través de las enseñanzas de los Valar y de los elfos de Tol Eressëa.
Los númenóreanos eran extremadamente hábiles en muchas artes, pero en siglos posteriores sus principales industrias eran la construcción naval y la navegación. Se convirtieron en grandes marineros, explorando el mundo en todas direcciones, excepto en el oeste, donde estaba vigente la Prohibición de los Valar. A menudo viajaban a las orillas de la Tierra Media, enseñando artes y oficios a los hombres de allí, e introdujeron la agricultura para mejorar su vida cotidiana. Los mejores marineros se unieron al Uinendili, quien honró a Uinen, la diosa del mar.
La veneración del mar se combinó con las habilidades astronómicas y cronológicas de los númenóreanos. Entre sus mejoras del calendario, estandarizaron el día para comenzar cuando el sol salió del mar oriental, y agregaron un séptimo día a la semana, al que llamaron Eärenya (Quenya; Sindarin Oraearon), que significa ‘día del mar’.
Otro conjunto de habilidades altamente desarrollado por los númenóreanos fue la arquitectura y la ingeniería: construyeron grandes ciudades, torres, muros, puertos y carreteras. Sus descendientes en el naciente reino de Gondor continuaron estas artesanías.
Los númenóreanos también se volvieron expertos en la cría de caballos y ovejas, criando grandes caballos que vagaban por las llanuras de la región de Mittalmar. Emerië, un distrito dentro de Mittamar, especializado en ovejas.

## Religión
Antes de la llegada de la sombra, los númenóreanos mantuvieron las tradiciones relacionadas con la adoración de Ilúvatar y el respeto a los Valar. Entre ellos se registra el establecimiento de una rama de Oiolairë en la proa de un barco, y las ceremonias relacionadas con el paso del Cetro Real y el sacrificio.
Las tradiciones más famosas fueron las Tres Oraciones, durante las cuales una gran concurrencia de personas ascendió a la santa cumbre de Meneltarma y el rey elogió a Eru Ilúvatar. Estas eran:
- Erukyermë, celebrada a principios de primavera, la oración por un buen año.
- Erulaitalë en pleno verano, la oración por una buena cosecha.
- Eruhantalë en otoño, la acción de gracias por una buena cosecha.[28]

Con la llegada de la Sombra, muchos númenóreanos se alejaron de Ilúvatar y comenzaron a adorar a Morgoth. Un gran templo fue construido en Armenelos para el sacrificio humano en su honor.

## Otros nombres
- Anadûnê Oesternessë («tierra del oeste», en lengua Adûnaico de Númenor).
- Andor («tierra del don», en quenya). Nombre que le dieron los númenóreanos.
- Akallabêth («la sepultada», en adûnaico y oestron). Nombre dado por los propios númenóreanos tras la destrucción.
- Atalantë («la sepultada», en quenya). son las tierras submarinas que quedaron cuando la de Númenor fue sepultada en las aguas por el gran mar divisorio Belegaer.
- Elenna («hacia las estrellas», en quenya). Nombre de la isla donde se fundó el reino.
- Mar-nu-Falmar («hogar bajo las olas», en quenya). Nombre dado después de la destrucción.

## El mito
La historia de Númenor recuerda a la leyenda platónica de la Atlántida, una isla con una civilización muy próspera que debido a una catástrofe natural acabó hundida bajo el mar. Refuerza esta asociación la similitud entre las palabras Atalantë, nombre quenya para las tierras sumergidas de Númenor, y Atlántida. Sin embargo, el propio Tolkien ha negado tal relación, señalando que Atalantë es una palabra compuesta en quenya, que significa La Sepultada.

## Personas destacadas
- Elros Tar-Minyatur
- Aldarion
- Erendis
- Elendil
- Isildur
- Anárion
- Ar-Phârazon